# Yusei Nakahara
Yusei Nakahara (中原 優生 Nakahara Yusei?), född 15 juni 1993 i Kagoshima prefektur, är en japansk fotbollsspelare.
Nakahara började sin karriär 2016 i Kagoshima United FC. Han spelade 49 ligamatcher för klubben.